# William Pinkney Whyte
William Pinkney Whyte (Baltimore, 1824. augusztus 8. – Baltimore, 1908. március 17.) az Amerikai Egyesült Államok szenátora (Maryland, 1868–1869, 1875–1881 és 1906–1908).